# ماونت دندنونگ، ویکتوریا
ماونت دندنونگ (به انگلیسی: Mount Dandenong) یک شهرک در استرالیا است که در ویکتوریا (استرالیا) واقع شده‌است.